# Epimenides. Przypowieść
Epimenides. Przypowieść – poemat Cypriana Kamila Norwida z 1854 roku nawiązujący do postaci Epimenidesa z Krety.
Poemat dygresyjny opowiadający dzieje wyprawy archeologicznej na Kretę, której uczestnicy "współczesnych siedmiu mędrców" na miejscu poszukiwań spisują każdy znaleziony przedmiot i nie zauważają człowieka, Epimenidesa z Krety, wiecznego mędrca. Poemat powstał w 1854 roku, kończącym pobyt poety w Ameryce i możliwe, że stanowi również reakcję na amerykański styl życia. Utwór został wydrukowany w 1863 roku. 

## Okoliczności powstania utworu
Norwid wspomina, że w czasie swojej podróży po Morzu Śródziemnym znalazł się u południowych brzegów Krety, jak w I wieku Paweł Apostoł. W Liście do Tytusa Paweł przytoczył słowa Epimenidesa o Kreteńczykach: Zawsze są kłamliwi sprośni Kretensowie / Na kształt bestii żyjący, leniwi brzuchowie. Do motywu Epimenidesa powrócił poeta w 1854 roku, drugim roku jego pobytu w Stanach Zjednoczonych i roku powrotu do Europy. Wykorzystał wówczas wątek legendy greckiego mędrca opowiadający o tym jak Epimenides w poszukując zagubionej owcy wszedł do groty, w której zapadł w trwający 57 lat sen, z którego powstał mędrcem, a zeszedłszy do wioski nikogo nie poznał. Norwid wzbogacił ten wątek sugerując, że Epimenides był Eakiem, który znikał na pewien czas, a potem zmartwychwstawał, karmiony podczas snu boskim mlekiem swej matki, nimfy Balty. Utwór jest uważany za owoc doświadczeń amerykańskich poety i lektury Byrona na pokładzie okrętu Pacific, powstał więc najprawdopodobniej w II połowie roku.
Epimenides był prawdopodobnie owym zagadkowym poematem przesłanym na początku 1855 roku Janowi Koźmianowi "na ręce" Augusta Cieszkowskiego. Jeśli tak było to został zwrócony Norwidowi, bo w 1858 roku poeta przeznaczył go do przygotowywanego przez Antoniego Zaleskiego wydania zbiorowego. Zaleski miał rękopis utworu jeszcze w grudniu 1858, ale już w maju 1859 był on ponownie w posiadaniu Norwida, który przesłał go do redakcji Gazety codziennej, jej przedstawiciel Jan Zakrzewski, starał się bowiem wówczas o niedrukowany tekst Norwida. W Gazecie poemat przeleżał około czterech miesięcy, po czym Norwid go wycofał. Ostatecznie został włączony do pierwszego wydania zbiorowego, które ukazało się u Brockhausa w Lipsku w 1862, pod tytułem Poezje.
Poemat został napisany rymowanym trzynastozgłoskowcem w siedmiu częściach, łącznie liczy 241 wierszy.

## Treść
Na początku utworu autor nawiązuje do ostatnich lat przed wybuchem wojny o niepodległość Grecji i do zawziętych kłótni w prasie na temat szans wolności, w których nie było prawdy. Wspomina także lorda Byrona, który brzeg rodzinny odepchnąwszy nogą, udał się między zbójców, przekonany, że wzbudzi spośród nich szlachetnych rycerzy. Nie cierpiał Anglii, a więc był jej wiernym synem. I choć się mylił, mylił się pięknie.
Tymczasem grupka uczonych, dokładnie siedmiu, tylu ilu było starożytnych mędrców, wyrusza na wyprawę. Przewodzi im Amphipapyron (czyli: po obu stronach papierowy), autor znacznej liczby oprawionych ksiąg i bajki, w której skrzeczące żaby oznaczają przeciwne zdania, a bocian autora bajki, który je łowi. Towarzyszy mu historiograf, który zanim dokądś dojechali, już tekst o tym miał w tece, graf Ponej, jego trzech sekretarzy-klakierów i pewien Flamand tęskniący za północna ojczyzną.
Autor omija sławne niegdyś, a dziś podupadłe Ateny i Korynt i udaje się za karawaną na Kretę, wierny swej muzie sierocej. Marzy, że jeśli po drodze napotka coś pięknego napisze jej o tym, a ona odbierze to, gdy będzie bardzo roztargniona. Tymczasem ekspedycja dotarła na miejsce i najęła Mainotów do kopania. Cokolwiek zostało wykopane spisano i skatalogowano. Po dwóch tygodniach Mainoci dokopali się do podziemnej izby z ogromnymi drzwiami i licznymi salami. I taki był koniec owej ekspedycji.
Poeta lubił spacerować nocą księżycową po tych skatalogowanych pomieszczeniach, rozmyślając o bolesnym trudzie zmartwychwstawania z Bożą pomocą, gdy nagle dostrzegł kształt jakby zmarłego. Ten podniósł się ze swego łoża i rzekł: Spocząłem i powracam, bądź mi pozdrowiony i pożegnany, mówi ci to Epimenid. I odszedł. A poeta pomyślał, że wszystko tu zebrano i niczego nie pominięto oprócz  c z ł o w i e k a.

## Recepcja
We wstępie do poematu poeta sugeruje odczytanie Epimenidesa moralnie jako postaci niemal ewangelicznej, podkreśla jego udział w stanowieniu praw, powstrzymaniu plagi zarazy, jego poszukiwanie zagubionej owcy, zmartwychwstanie. Zenon Przesmycki wskazuje na świadomą swobodę kompozycji, mieszanie elementów lirycznych z realistycznymi i satyrycznymi, jako na cechy stylu byronicznego. Uważa utwór za reakcję poety na półtoraroczne osamotnienie w brutalnie merkantylnej rzeczywistości Stanów Zjednoczonych. Mieczysław Jastrun uważa, że choć poemat ma za przedmiot dzieje wyprawy archeologicznej urasta do sądu nad całym wiekiem.